# Lovegod
Lovegod es el segundo álbum de estudio de la banda escocesa The Soup Dragons. Producido por George Shilling y Sean Dickson en Livingston Studios (Londres, Inglaterra). Lanzado en julio de 1990 por el sello Big Life.

## Listado de canciones
1. "I'm Free" (3:58)
2. "Mother Universe" (3:43)
3. "Backwards Dog" (2:17)
4. "Softly" (2:55)
5. "Drive The Pain" (2:20)
6. "Lovegod" (3:38)
7. "Dream-E-Forever" (2:14)
8. "Sweetmeat" (4:22)
9. "Kiss The Gun" (2:31)
10. "Love You To Death" (2:40)
11. "Beauty Freak" (3:07)
12. "Lovegod Dub" (4:14)
13. "Crotch Deep Trash" (2:56)

The Soup Dragons
Sean Dickson - Guitarra y voz.
Jim McCulloch - Guitarra y coros.
Sushil K. Dade - Bajo.
Paul Quinn - Batería.
- Datos: Q6692086